# الجبهة التقدمية الفولتية
الجبهة التقدمية الفولتية (بالفرنسية: Front Progressiste Voltaïque)‏ هي حزب سياسي في فولتا العليا.

## التاريخ
تأسس الحزب في عام 1977 باسم الاتحاد التقدمي الفولتي من قبل معارضين من عدة أحزاب. حصل الحزب على 16٪ من الأصوات في الانتخابات البرلمانية في أبريل 1978، وفاز بتسعة مقاعد. ورشح جوزيف كي-زيربو في الانتخابات الرئاسية في مايو. احتل كي-زيربو المركز الرابع والأخير بنسبة 16٪ من الأصوات.
في عام 1979 تم تغيير اسم الحزب إلى الجبهة التقدمية الفولتية. تم حظره في نوفمبر 1980.